# Death Stranding

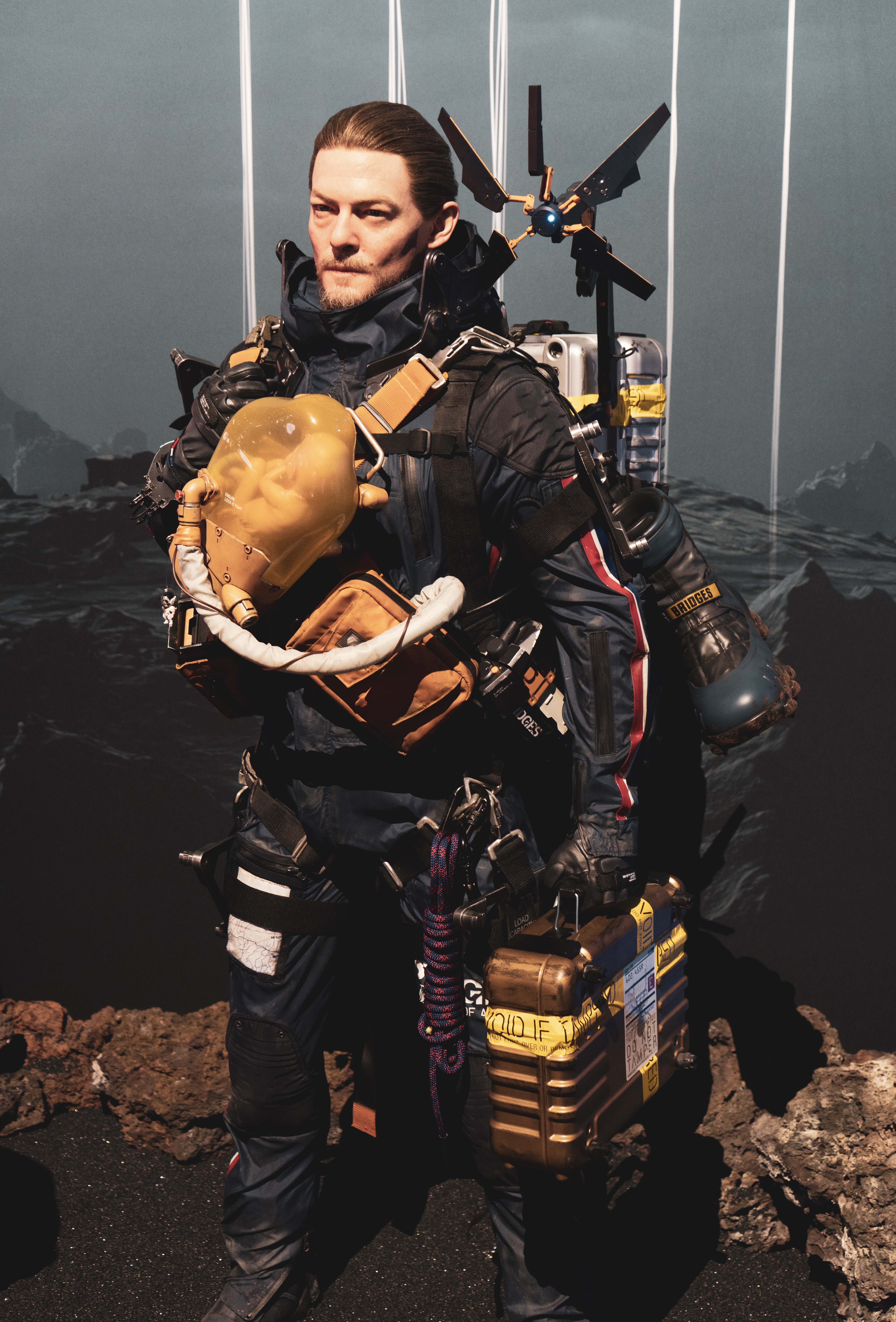
Figura Sama Bridgesa na targach E3 2018

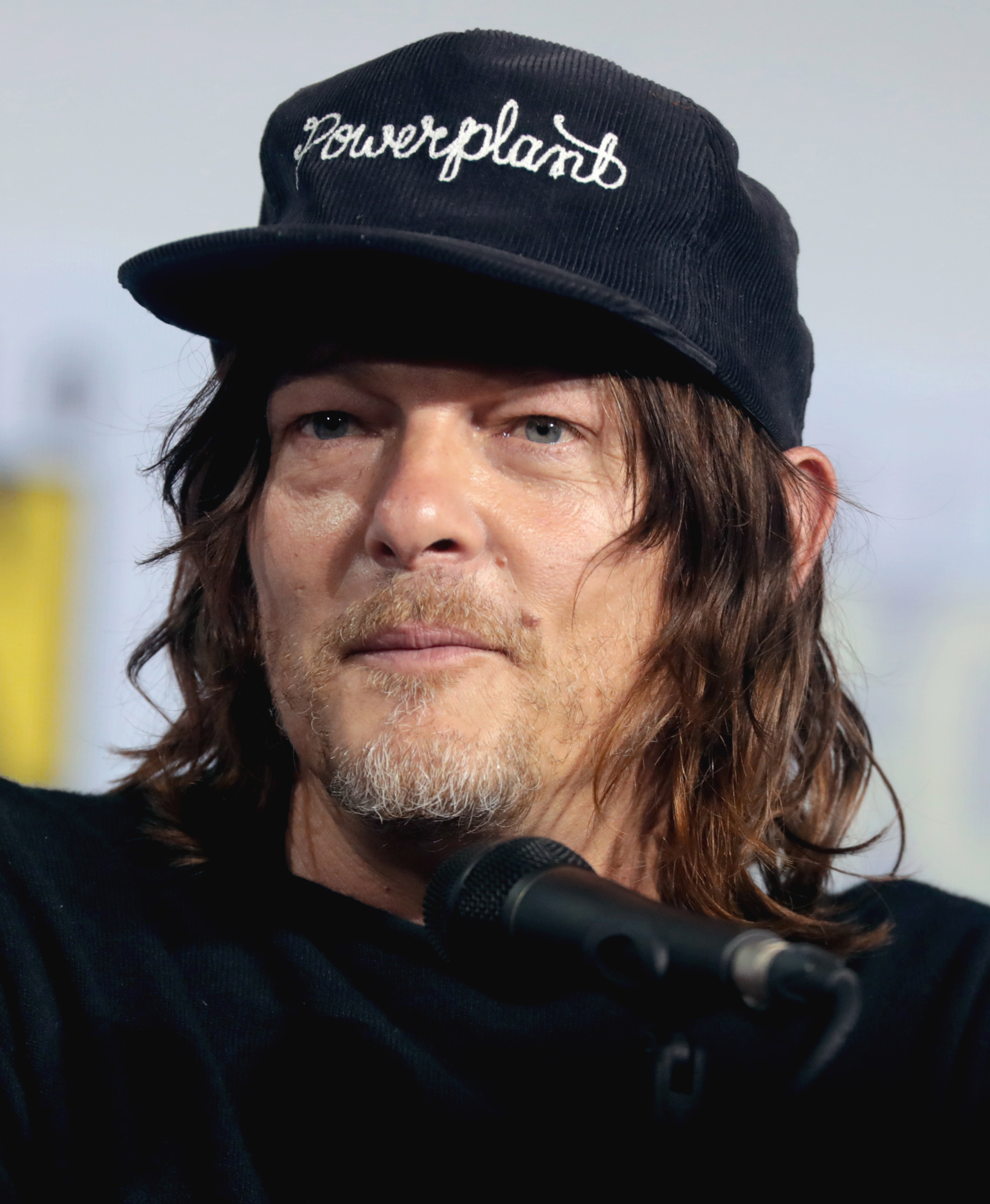
Norman Reedus

Death Stranding – komputerowa gra akcji stworzona przez Kojima Productions. To pierwsza gra reżysera Hideo Kojimy i Kojima Productions, po ich odejściu z Konami w 2015 roku. Gra została wydana na PlayStation 4 przez Sony Interactive Entertainment 8 listopada 2019. 14 lipca 2020 została wydana wersja na platformie Microsoft Windows, a 24 września 2021 na PlayStation 5.
Akcja gry toczy się w przyszłości, na terenie dzisiejszych Stanów Zjednoczonych, po katastrofalnym wydarzeniu, tzw. „wdarciu śmierci”. Spowodowało ono, że niewidzialne stworzenia, zwane „wynurzonymi”, zaczęły wędrować po Ziemi. Gracz wciela się w postać Sama Bridgesa – kuriera, którego zadaniem jest dostarczanie ładunków do odizolowanych kolonii, którym udało się przetrwać, oraz połączenie tych kolonii za pośrednictwem bezprzewodowej sieci komunikacyjnej.
26 czerwca 2025 wydano kontynuację gry – Death Stranding 2: On the Beach. W planach jest także adaptacja filmowa.

## Fabuła

### Sam Bridges
Sam cierpi na hafefobię oraz jest repatriantem, co oznacza, że może zmartwychwstawać. Sam jest również dotknięty przypadłością DOOMS, dzięki której ma nadludzkie zdolności oraz odporność na tzw. „chiralne” zanieczyszczenie. DOOMS pozwala wyczuwać świat zmarłych. Przez to osoby o silniejszym DOOMS potrafią widzieć i kontrolować wynurzonych, jednak Sam potrafi ich tylko fizycznie wyczuwać. Jego matka podczas swojej prezydentury próbowała zjednoczyć państwo, jednak w trakcie gry umiera na raka, a jej miejsce zajmuje siostra Sama, czyli Amelie. W rolę Sama wciela się aktor Norman Reedus.

### Umieszczenie akcji
Akcja toczy się na terenie dawnych Stanów Zjednoczonych. „Wdarcie śmierci” spowodowało rozdzielenie się ludzkości oraz pojawienie się wynurzonych – poległych ludzi pochodzących z Plaży, krainy która jest łącznikiem z zaświatami. Pojawiają się gdy dojdzie do kompletnej martwicy ciała, zwykle po 48 godzinach od śmierci. Chodzą po Ziemi w poszukiwaniu żywych osób. Wynurzeni powodują wielkie eksplozje zwane rozpróżniami. Mają one miejsce, gdy wynurzonym uda się schwytać człowieka. Po takiej eksplozji zostaje jedynie ogromny krater. Wdarcie śmierci również spowodowało pojawienie się substancji zwanej chiralium, powodujące deszcz zwany temporalem, jego krople przyśpieszają upływ czasu, a on sam jest zwiastowany przez odwróconą tęczę pozbawioną błękitnego koloru. Chiralium wykorzystywane jest również przez ludzi, którzy wyrabiają z niego zaawansowane technologiczne bronie i narzędzia. Przez te wydarzenia, infrastruktura państwa została zniszczona, a populacja ograniczyła się do odległych kolonii, zwanych węzłami, które utworzyły Zjednoczone Miasta Ameryki (UCA).
Od czasu katastrofy, która zmieniła świat nie do poznania, kolonie musiały polegać na firmach takich jak Bridges. Firma ta miała w swoich zastępach kurierów, którzy dostarczają zaopatrzenie do miast. Podczas wypraw, obciążeni kurierzy muszą zmagać się z wynurzonymi, bandytami (mułami) oraz terrorystami. Bridges zaspokaja również różne rządowe funkcje i potrzeby w imieniu UCA. Tragarze mają też do dyspozycji tzw. Ełdeki (ŁD – łącznikowe dziecko). Są to wcześniaki które odzwierciedlają stan między życiem a śmiercią. Dzięki nim kurierzy potrafią wyczuwać obecność wynurzonych. Tragarze niosą ze sobą ełdeki, które przechowywane są w kapsule symulującej macicę matki.

### Streszczenie fabuły
Sam Porter Bridges podczas transportu ładunku, zostaje zaskoczony przez temporal. Podczas prędkiej ucieczki przed deszczem i wynurzonymi, Sam doznaje wypadku. Pomocy w unikaniu niewidzialnych kreatur udziela mu Fragile. Kiedy ona opuszcza go, Sam doręcza dostawę do miasta docelowego. Szybko zostaje jednak przydzielony wraz z zespołem zajmującym się usuwaniem zwłok na czele z Igorem do transportu ciała samobójcy do najbliższej spalarni, ponieważ jest ono na skraju totalnej martwicy. Podczas dostarczania ciała do spalarni, pojazd Sama zostaje zaatakowany przez wynurzonych. On, Igor oraz kierowca giną, co prowadzi do ogromnego krateru, jednak Sam wrócił do życia dzięki byciu repatriantem czyli osobą, która może wrócić do życia po śmierci. Główny bohater budzi się w Węźle Stołecznym powitany przez hologram doktora Deadmana z Bridges. Sam następnie dostarcza morfinę do prezydenta UCA, jego matki Bridget Strand. Poznaje wtedy też Die-Hardmana, dyrektora Bridges. Bridget błaga Sama by ten dołączył do Bridges i pomógł odbudować Amerykę, po czym ona sama umiera. Sam transportuje jej ciało do spalenia, ale odmawia spalenia ŁD-28, którego otrzymał od Igora przed jego śmiercią. Dzięki ŁD-28 Sam jest w stanie przedrzeć się przez hordę wynurzonych i bezpiecznie wrócić do Węzła Stołecznego. Sam decyduje wziąć ełdeka jako swoje własne Łącznikowe Dziecko.
Po powrocie Sam spotyka się ze swoją siostrą Amelie Strand. Mówi mu, że w ciągu ostatnich trzech lat, prowadziła wyprawę przez resztki kontynentalnych Stanów Zjednoczonych, nawiązując kontakt z pozostałymi miastami i koloniami ocalałych oraz tworząc terminale, które pozwolą im połączyć się z siecią chiralną. Jest to system, który umożliwi natychmiastową komunikację na duże odległości. Jednak po dotarciu do ostatniego miasta na Zachodnim Wybrzeżu, Węzła Granicznego, Amelie została schwytana i jest przetrzymywana przez grupę terrorystyczną zwaną Homo Demens, która chce zapewnić niezależność węzła. Mimo że jest zakładnikiem, nadal może swobodnie komunikować się z węzłami za pośrednictwem sieci. Mówi Samowi, że musi podążać ścieżką jej wyprawy i użyć specjalnie zmodyfikowanych sztabek chiralium nazywanych Q-pidem, aby aktywować pozostawione terminale. Następnie musi uratować Amelie i sprowadzić ją z powrotem, aby mogła zająć miejsce Bridget jako prezydent UCA. Sam niechętnie przyjmuje misję, ponieważ jest to jego jedyna okazja do znalezienia i uratowania Amelie.
Sam rozpoczyna swoją misję połączenia wszystkich pozostałych miast z siecią. Po drodze dostarcza cenny ładunek, pomaga innym pracownikom Bridges, Mamie, Heartmanowi i siostrze bliźniaczce Mamy, Lockne, w badaniach nad Wdarciem Śmierci. Umacnia więź z ełdekiem na tyle, by nazwać je Louise, na cześć swojej nienarodzonej córki. Udaremnia on spiski Homo Demens i ich przywódcy, Higgsa Monaghana. Sam widzi także wspomnienia Lou, które pokazują pozornego ojca dziecka, Clifforda Ungera. W pewnym momencie i Cliff wraca do żywych atakując Sama i próbując odzyskać ŁD. Podróż Sama ostatecznie kończy się bezpośrednią konfrontacją z Higgsem na Plaży Amelie. Higgs ujawnia, że Amelie jest w rzeczywistości Istotą Wymarcia, istotą boską, która może korzystać z Wdarcia Śmierci, aby wywoływać masowe wymieranie istot. Jednak Higgs dąży do wywołania czegoś więcej niż masowego wyginięcia, ale chce doprowadzić do Wdarcia Śmierci, które będzie całkowitą anihilacją wszelkiego życia na Ziemi. Sam pokonuje także Ungera, który jak się okazuje rozpoznaje Sama i odchodzi do krainy umarłych. Kurier pokonuje i Higgsa, który woli zostać uwięziony na Plaży, niż umrzeć. Sam zostaje siłą wyrzucony z Plaży przez Amelie. Później odkrywa, że jako Istota Wymarcia, Amelie i Bridget były tą samą istotą, z Bridget istniejącą w świecie żywych, podczas gdy Amelie mogła okazywać się tylko na Plaży. Ponadto to Amelie była prawdziwym liderem Homo Demens, starając się uruchomić Ostatnie Wdarcie Śmierci, aby zakończyć cykl wymierania ludzkości. Sam konfrontuje się z Amelie po raz ostatni i przekonuje ją, by zaprzestała swoich starań. Jedynym sposobem, by powstrzymać Ostatnie Wdarcie i opóźnić wyginięcie ludzkości, jest trwałe oddzielenie jej i jej Plaży od świata żywych.
W następstwie Die-Hardman zajmuje miejsce Amelie na stanowisku prezesa UCA, a reszta personelu Bridges zajmuje się utrzymaniem bezpieczeństwa odrodzonego kraju. Fragile postanawia odbudować swoją firmę handlową. Sam dowiaduje się, że Lou zmarła, i ma za zadanie przewieźć jej zwłoki do spalarni. Po raz ostatni Sam łączy się z Lou i odkrywa, że wspomnienia, które oglądał, nie należą do dziecka, ale do jego własnych, co czyni go synem Clifforda. Clifford został zastrzelony przez Bridget, która zmusiła Die-Hardman'a do zabicia Cliffa, który próbował wydostać Sama z placówki Bridges. Sam również zginął w tym wypadku, ale Amelie ożywiła go, nawiązując z nim kontakt i zmieniając go w repatrianta. Ponieważ Sam nie nadawał się już na łącznikowe dziecko, Bridget postanowiła go adoptować i wychować jako własnego syna. Wracając do teraźniejszości, Sam postanawia nie spopielać Lou i przy pomocy Amelie, udaje mu się przywrócić jej życie.

## Rozgrywka

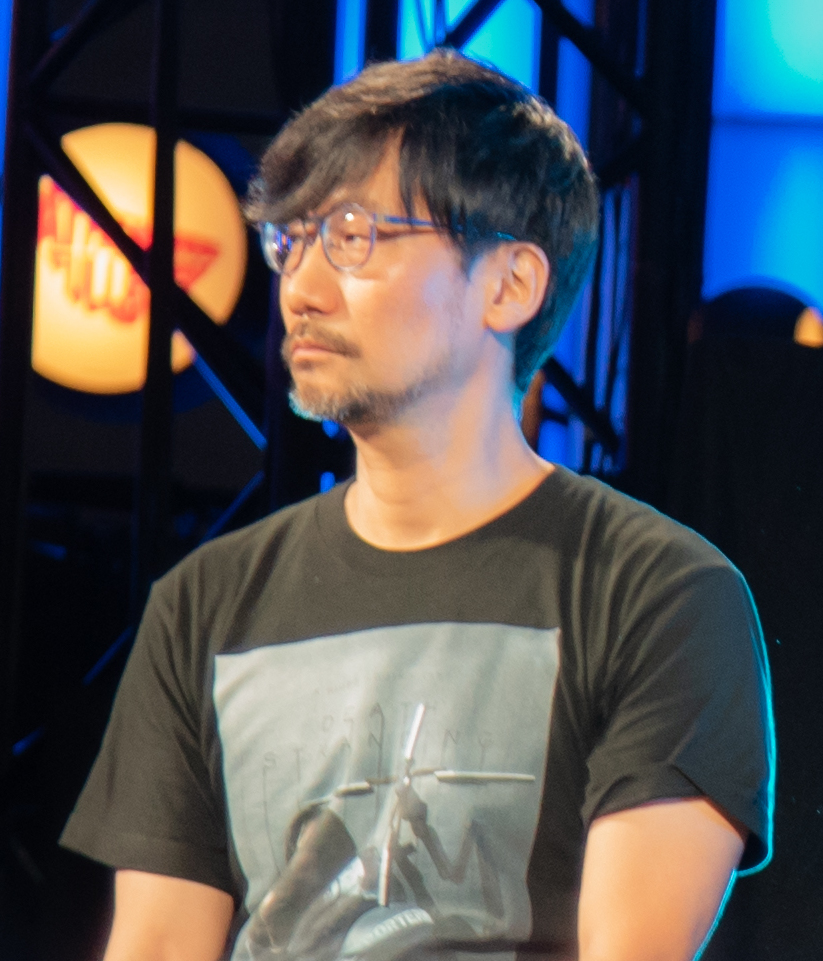
Hideo Kojima

Death Stranding to gra akcji osadzona w otwartym świecie, zawierająca również asynchroniczne funkcje online. Kojima porównał gatunek gry do skradanki z elementami gry akcji.
Gracz kontroluje Sama Bridgesa, kuriera firmy Bridges. Gracz ma za zadanie dostarczać ładunki do izolowanych kolonii, tzw. węzłów oraz podłączyć je do systemu komunikacji, znanego jako sieć chiralna. Gracz jest oceniany przez firmę i odbiorców na podstawie jego wydajności, tego czy ładunek został dostarczony i czy jest uszkodzony. Za swoje zasługi gracz otrzymuje od zleceniodawców polubienia. One za to używane są do poprawiania statystyk postaci i jego umiejętności. Głównymi przeciwnikami gracza są wynurzeni, mułowie oraz terroryści.
Gdy gracze rozszerzają zasięg sieci chiralnej, mogą uzyskiwać dostęp do map obszarów i wykorzystywać projekty do produkcji przedmiotów i konstrukcji, które uległy zużyciu, za pomocą przenośnego konstruktora chiralnego. Są to m.in. liny, mosty, drabiny i generatory używane do ładowania urządzeń zasilanych bateryjnie. Sieć służy również jako podstawa funkcjonalności online, w której gracze mogą zostawić zapasy, struktury i wiadomości, które mogą być przeglądane i wykorzystywane przez innych graczy. Jednak po pewnym czasie struktury zostaną ostatecznie zniszczone przez temporal. Gracz może również odzyskać ładunek utracony przez innych graczy, aby dokończyć dostawę. Gracz nie spotyka bezpośrednio innych graczy na świecie.

## Obsada
| Postać                               | Wersja angielska    | Wersja japońska  | Wersja polska               |
| ------------------------------------ | ------------------- | ---------------- | --------------------------- |
| Sam Porter Bridges                   | Norman Reedus       | Kenjirō Tsuda    | Michał Konarski             |
| Clifford Unger                       | Mads Mikkelsen      | Kazuhiro Yamaji  | Tomasz Dedek                |
| Fragile                              | Léa Seydoux         | Nana Mizuki      | Weronika Łukaszewska        |
| Higgs Monaghan                       | Troy Baker          | Satoshi Mikami   | Janusz German               |
| Mama / Lockne                        | Margaret Qualley    | Maaya Sakamoto   | Marta Markowicz-Dziarkowska |
| Die-Hardman                          | Tommie Earl Jenkins | Akio Ōtsuka      | Piotr Grabowski             |
| Deadman                              | Jesse Corti         | Akihiko Ishizumi | Andrzej Chudy               |
| Heartman                             | Darren Jacobs       | Hōchū Ōtsuka     | Maciej Kosmala              |
| Bridget Strand                       | Lindsay Wagner      | Kikuko Inoue     | Lidia Pronobis              |
| Amelie Strand / młoda Bridget Strand | Emily O’Brien       | Kikuko Inoue     | Lidia Pronobis              |

Postać Deadmana wzorowana jest na wyglądzie meksykańskiego reżysera Guillerma del Toro, długoletniego znajomego Hideo Kojimy, z kolei postać Heartmana na wizerunku duńskiego reżysera Nicolasa Windinga Refna. Obaj reżyserzy na potrzeby gry użyczyli jedynie swoich wizerunków, nie biorąc udziału w nagraniach dubbingu ani w sesjach performance capture. Lindsay Wagner użyczyła swojego wizerunku na potrzeby postaci Bridget Strand, podkładając również pod nią głos. Amelie Strand i młoda Bridget przemawiają głosem innej aktorki, jednak ich wygląd wzorowany jest na archiwalnych materiałach z młodą Wagner. Gościnnie, w rolach cameo, w grze pojawili się również Hideo Kojima jako wynurzony z koszmaru Sama, amerykański komik Conan O’Brien jako wędrowny prezenter oraz m.in. mangaka Junji Itō, dziennikarz growy Geoff Keighley i norweski reżyser Tommy Wirkola.

## Odbiór gry
Gra została zaprezentowana podczas targów E3 2016 i spotkała się z pozytywnym odbiorem zarówno wśród graczy, jak i krytyków. Hideo Kojima wszedł wtedy na scenę podczas konferencji Sony, powitany entuzjastycznymi brawami. Został wtedy pokazany pierwszy zwiastun gry. Zwiastun Death Stranding, powrót Hideo Kojimy po odejściu z Konami oraz występ Normana Reedusa zostały uznane przez wielu jako jeden z kluczowych momentów targów. Po premierze pierwszych informacji na temat gry, w mediach pojawiło się wiele spekulacji na temat rozgrywki, fabuły. W 2017 roku Death Stranding zostało nominowane przez Golden Joystick Awards w kategorii „Najbardziej oczekiwana gra”, ale przegrało z The Last of Us Part II. W czerwcu następnego roku, 8-minutowy zwiastun Death Stranding znalazł się wśród dziesięciu tych najczęściej oglądanych, z ponad 4,5 milionami odsłon na YouTube.
Po premierze Death Stranding otrzymało w większości pozytywne recenzje. Gra chwalona była za unikalne koncepcje, grafikę, grę aktorską, oraz zagadkowość fabuły. Recenzenci wytknęli również wady produkcji, uważając ją za frustrującą, nudną. Do gry została przypięta łatka „symulatora kuriera”. Jej skomplikowana fabuła jest przez jednych uważana za ogromną zaletę, jednak dla części graczy jest ona zbyt zawiła i myląca. Ciepło została przyjęta ścieżka dźwiękowa, która nadaje klimatu grze. Kojima uważa, że gra została dotknięta krytyką szczególnie mocno w Stanach Zjednoczonych: „W Stanach Zjednoczonych mieliśmy mocniejszą krytykę. Dla pewnego rodzaju krytyków i odbiorców to może być trudniejsza gra do zrozumienia. Amerykanie są wielkimi fanami strzelanek, a Death Stranding taką nie jest, mierzy wyżej”.